# Monoszló

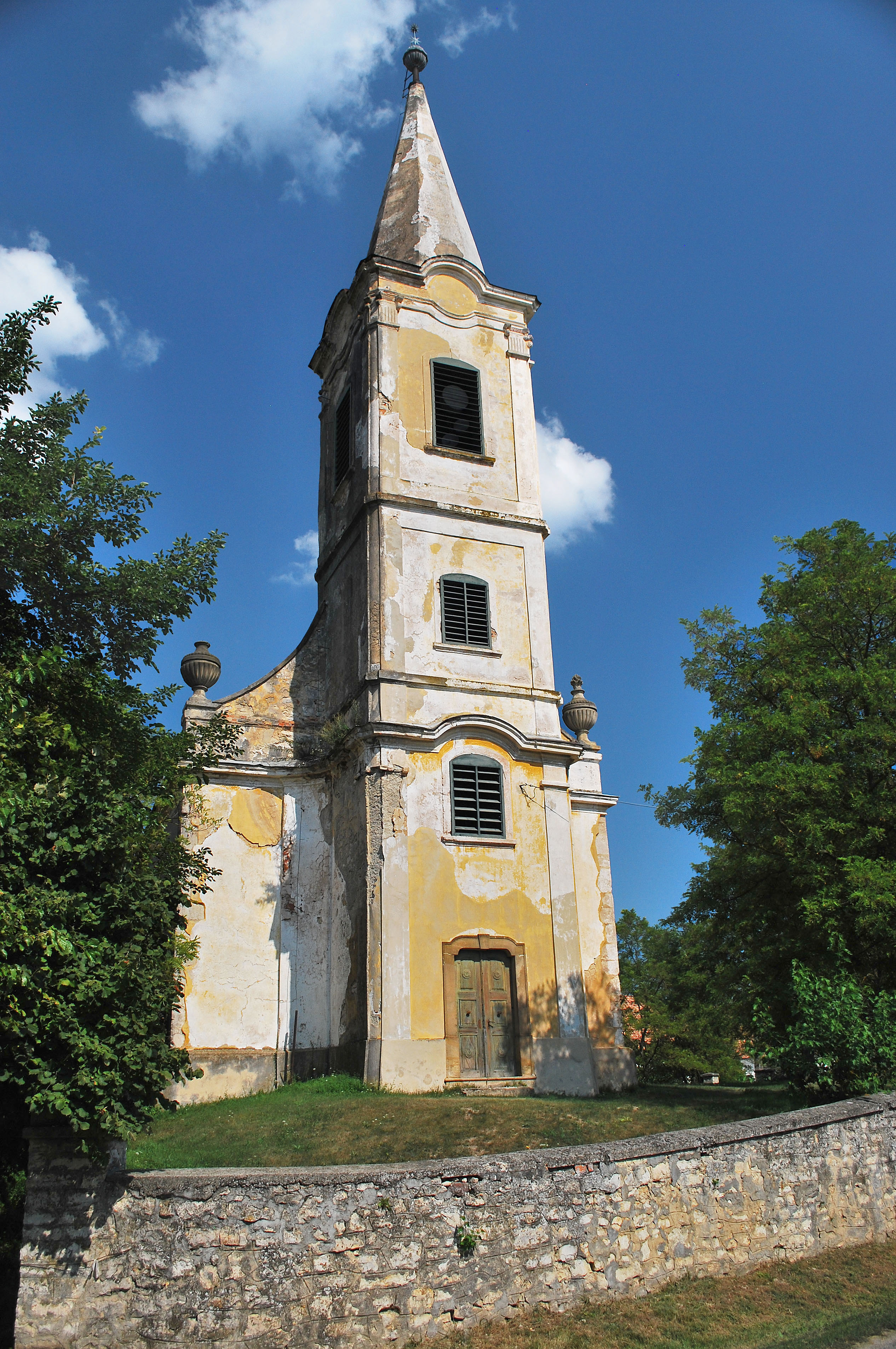
Reformerta kyrkan.

Monoszló är ett samhälle i provinsen Veszprém i Ungern. Monoszló ligger i distriktet Balatonfüred och har en area på 7,46 km². År 2020 hade Monoszló totalt 89 invånare.